# Holostrophus brittoni
Holostrophus brittoni là một loài bọ cánh cứng trong họ Tetratomidae. Loài này được Pic miêu tả khoa học đầu tiên năm 1953.